# Wardruna
Wardruna – norweski zespół muzyczny wykonujący folk i ambient, inspirowany nordyckim szamanizmem i runami fuþarku starszego. Założony w 2003 roku przez  Einara „Kvitrafna” Selvika, byłego perkusistę blackmetalowego zespołu Gorgoroth. W jego skład wchodził także były lider tego zespołu, Kristian Eivind „Gaahl” Espedal.

## Muzycy
| Obecny skład zespołu - Einar „Kvitrafn” Selvik – wokal, bębny obręczowe, drumla, grzechotki, flety, rogi, lira (od 2003) - Lindy-Fay Hella – wokal (od 2003) Byli członkowie zespołu - Hallvard Kleiveland – hardingfele - Kristian Eivind „Gaahl” Espedal – wokal (2003–2015) |  | Muzycy koncertowi - Arne Sandvoll – wokal, instrumenty perkusyjne (od 2009) - Eilif Gundersen – lura, bukkehorn (od 2016) - H.C. Dalgaard – instrumenty perkusyjne (od 2016) - Olav Mjelva – hardingfele (od 2016) - Jørgen Nyrønning – hardingfele (od 2016) - Tor Jaran Apold – hardingfele (od 2016) |

## Dyskografia
| Runaljod – gap var Ginnunga             | - Data: 19 stycznia 2009 - Wydawca: Indie Recordings   | –  | –  |
| Runaljod – Yggdrasil                    | - Data: 25 marca 2013 - Wydawca: Indie Recordings      | –  | –  |
| Runaljod – Ragnarok                     | - Data: 21 października 2016 - Wydawca: By Norse Music | 68 | 82 |
| Skald                                   | - Data: 23 listopada 2018 - Wydawca: By Norse Music    | –  | 58 |
| Kvitravn                                | - Data: 22 stycznia 2021 - Wydawca: By Norse Music     | 2  | 2  |
| Birna                                   | - Data: 24 stycznia 2025 - Wydawca: By Norse Music     | 10 | 12 |
| „–” oznacza, że album nie był notowany. |                                                        |    |    |

## Teledyski
| Tytuł                         | Rok  | Reżyseria                   | Album                       | Źródło |
| ----------------------------- | ---- | --------------------------- | --------------------------- | ------ |
| „Løyndomsriss”                | 2011 | —                           | Runaljod – gap var Ginnunga | [ 9 ]  |
| „Raido”                       | 2016 | Tuukka Koski, Koski Syväri  | Runaljod – Ragnarok         | [ 10 ] |
| „Lyfjaberg”                   | 2020 | Ole Fredrik Wannebo         | —                           | [ 11 ] |
| „Grá”                         | 2020 | Tuukka Koski : Johan Wasick | Kvitravn                    | [ 11 ] |
| „Kvitravn” (White Raven)      | 2020 | Einar Selvik                | Kvitravn                    | [ 12 ] |
| „Hibjørnen” (The Hibearnator) | 2024 | Ole Fredrik Wannebo         | Birna                       | [ 13 ] |
| „Himinndotter” (Sky-Daughter) | 2024 | Tuukka Koski                | Birna                       | [ 14 ] |
| „Birna”                       | 2024 | Tuukka Koski                | Birna                       | [ 15 ] |

## Nagrody i wyróżnienia
| Rok  | Kategoria             | Tytułem  | Nagroda                         | Nota | Źródło |
| ---- | --------------------- | -------- | ------------------------------- | ---- | ------ |
| 2014 | Best Underground Band | Wardruna | Metal Hammer Golden Gods Awards | Laur | [ 12 ] |